# Iglesia de San José (Albacete)
La iglesia de San José es un templo de culto católico situado en el centro de la ciudad española de Albacete.

## Historia
La iglesia de San José fue inaugurada en 1981 por el obispo de Albacete, Victorio Oliver Domingo. Es obra del arquitecto Agustín Peiró. En sus orígenes fue una ermita, construida en 1608.

## Características
La iglesia tiene una particular forma de tienda de campaña. Está situada en el centro de la capital albaceteña. Forma parte del arciprestazgo número dos de la ciudad, perteneciente a la diócesis de Albacete.